# Salamina (Magdalena)
Ne doit pas être confondu avec Salamina (Caldas).
Salamina est une municipalité située dans le département de Magdalena en Colombie.